# (79116) 1984 ST6
(79116) 1984 ST6 là một tiểu hành tinh vành đai chính. Nó được phát hiện bởi Henri Debehogne ở Đài thiên văn La Silla ở Chile ngày 27 tháng 9 năm 1984.